# Dean Saunders
Dean Nicholas Saunders (* 21. června 1964, Swansea) je bývalý velšský fotbalista a trenér.

## Hráčská kariéra
Dean Saunders hrál na postu útočníka za Swansea City, Cardiff City, Brighton & Hove Albion, Oxford United, Derby County, Liverpool, Aston Villu, Galatasaray, Nottingham Forest, Sheffield United, Benficu a Bradford City.
Byl oblíbencem trenéra Graema Sounesse, který si jej přivedl do Liverpoolu, Galatasaraye i Benficy.
Za Wales hrál 75 zápasů a dal 22 gólů.

## Trenérská kariéra
Saunders začínal jako asistent opět u Sounesse, poté sám trénoval Wrexham AFC, Doncaster Rovers FC, Wolverhampton Wanderers FC, Crawley Town FC a Chesterfield FC.

## Úspěchy
Liverpool
- FA Cup: 1991/92

Aston Villa
- League Cup: 1993/94

Galatasaray
- Turecký pohár: 1995/96